# Fußball-Weltmeisterschaft 1938/Viertelfinale
Bei der Fußball-Weltmeisterschaft 1938, die in Frankreich stattfand und die dritte Austragung einer Fußball-Weltmeisterschaft war, kam es im Viertelfinale zu fünf Begegnungen, weil das Spiel zwischen Brasilien und der Tschechoslowakei zunächst unentschieden endete und daher wiederholt werden musste. Im Einzelnen kam es im Viertelfinale zu folgenden Partien:

## Brasilien – Tschechoslowakei 1:1 n. V. (1:1, 1:0)
| Brasilien                                         | Brasilien | Tschechoslowakei | Tschechoslowakei |
| ------------------------------------------------- | --- | --- | ---------------- |
| Brasilien                                         | \| 12. Juni 1938 in Bordeaux (Stade du Parc Lescure) \| \| Zuschauer: 22.021 \| \| Schiedsrichter: Pál von Hertzka ( Ungarn) \| \| Spielbericht \|  | \| 12. Juni 1938 in Bordeaux (Stade du Parc Lescure) \| \| Zuschauer: 22.021 \| \| Schiedsrichter: Pál von Hertzka ( Ungarn) \| \| Spielbericht \|                                                            | Tschechoslowakei |
| Brasilien                                         | Walter – Arthur Machado, Domingos – Martim , Afonsinho, Zezé Procópio – José Perácio, Hércules, Leônidas, Lopes, Romeu Cheftrainer: Adhemar Pimenta | František Plánička – Jaroslav Burgr, Ferdinand Daučík – Josef Košťálek, Jaroslav Bouček, Vlastimil Kopecký – Jan Říha, Ladislav Šimůnek, Josef Ludl, Oldřich Nejedlý, Antonín Puč Cheftrainer: Josef Meissner | Tschechoslowakei |
| Brasilien                                         | 1:0 Leônidas (30.) | 1:1 Nejedlý (65., Foulelfmeter) | Tschechoslowakei |
| Brasilien                                         | Platzverweise: Zezé Procópio (14.), Machado (89.)                                                                                                   | Platzverweis: Říha (89.) | Tschechoslowakei |
| 12. Juni 1938 in Bordeaux (Stade du Parc Lescure) | | |                  |
| Zuschauer: 22.021                                 | | |                  |
| Schiedsrichter: Pál von Hertzka ( Ungarn)         | | |                  |
| Spielbericht                                      | | |                  |

### Zum Spiel
Brasilien hatte sich durch ein 6:5 nach Verlängerung gegen Polen für das Viertelfinale qualifiziert. Die Begegnung hat WM-Geschichte geschrieben und wird zu den „besonderen“ WM-Spielen gezählt. Grund war das mitreißende Torjägerduell zwischen dem Brasilianer Leonidas und dem Polen Wilimowski, die sich mit drei bzw. vier Toren am Torfestival beteiligten. Der amtierende Vizeweltmeister Tschechoslowakei hatte sich mit einem 3:0 nach Verlängerung gegen die Niederlande durchgesetzt. In Bordeaux war das Spiel von großer Härte geprägt. Es gab drei Platzverweise und bei der CSR kamen bei Torjäger Nejedly ein Beinbruch und bei Torhüter und Kapitän Planicka ein Unterarmbruch hinzu. Beide fielen für das Wiederholungsspiel am 14. Juni aus.

## Ungarn – Schweiz 2:0 (1:0)
| Ungarn                                                   | Ungarn | Schweiz | Schweiz |
| -------------------------------------------------------- | --- | --- | ------- |
| Ungarn                                                   | \| 12. Juni 1938 in Lille (Stade Victor Boucquey) \| \| Zuschauer: 15.000 \| \| Schiedsrichter: Rinaldo Barlassina ( Königreich Italien) \| \| Spielbericht \|                                           | \| 12. Juni 1938 in Lille (Stade Victor Boucquey) \| \| Zuschauer: 15.000 \| \| Schiedsrichter: Rinaldo Barlassina ( Königreich Italien) \| \| Spielbericht \|                                             | Schweiz |
| Ungarn                                                   | Antal Szabó – Lajos Korányi, Sándor Bíró – Antal Szalay, József Turay, Gyula Lázár – Ferenc Sas, György Sárosi , Vilmos Kohut, Gyula Zsengellér, Jenő Vincze Cheftrainer: Károly Dietz & Alfréd Schaffer | Willy Huber – Severino Minelli , August Lehmann – Hermann Springer, Sirio Vernati, Ernest Lörtscher – Lauro Amadò, André Abegglen, Alfred Bickel, Eugène Walaschek, Tullio Grassi Cheftrainer: Karl Rappan | Schweiz |
| Ungarn                                                   | 1:0 Sárosi (40.) 2:0 Zsengellér (89.) | | Schweiz |
| 12. Juni 1938 in Lille (Stade Victor Boucquey)           | | |         |
| Zuschauer: 15.000                                        | | |         |
| Schiedsrichter: Rinaldo Barlassina ( Königreich Italien) | | |         |
| Spielbericht                                             | | |         |

### Zum Spiel
Die Mannschaft von Trainer Alfréd Schaffer hatte sich mit einem mühelos herausgespielten 6:0 gegen Niederländisch-Indien für das Spiel gegen die Schweiz qualifiziert, die sich im Wiederholungsspiel am 9. Juni in Paris mit einem 4:2-Erfolg gegen Deutschland durchgesetzt hatte. Trainer Karl Rappan hatte Verteidiger und Kapitän Severino Minelli und den linken Flügelstürmer Georges Aeby zu ersetzen und zudem nur zwei Tage zur Erholung für seine „Nati“ gehabt – gegenüber sechs Tage der Ungarn. Als Mittelstürmer Sarosi sein Team kurz vor der Pause mit 1:0 in Führung gebracht hatte, war das schon die Vorentscheidung. Die müden Eidgenossen hatten es nur dem starken Torwart Willy Huber zu verdanken, dass sich das berühmte ungarische Kombinationsspiel lediglich mit dem 2:0 in der 89. Minute durch Zsengeller niederschlug.

## Schweden – Kuba 8:0 (4:0)
| Schweden                                           | Schweden | Kuba | Kuba |
| -------------------------------------------------- | --- | --- | ---- |
| Schweden                                           | \| 12. Juni 1938 in Antibes (Stade du Fort Carré) \| \| Zuschauer: 7000 \| \| Schiedsrichter: Augustin Krist ( Tschechoslowakei) \| \| Spielbericht \|                                                              | \| 12. Juni 1938 in Antibes (Stade du Fort Carré) \| \| Zuschauer: 7000 \| \| Schiedsrichter: Augustin Krist ( Tschechoslowakei) \| \| Spielbericht \|                                                     | Kuba |
| Schweden                                           | Henock Abrahamsson – Olle Källgren, Ivar Eriksson – Kurt Svanström, Sven Jacobsson, Erik Almgren – Harry Andersson, Arne Nyberg, Gustav Wetterström, Tore Keller , Sven Jonasson Cheftrainer: József Nagy ( Ungarn) | Benito Carvajales – Jacinto Barquín, Manuel Chorens – José Antonio Rodríguez, Joaquín Arias, Pedro Bergés – Héctor Socorro, Juan Tuñas, Juan Alonzo, Pedro Ferrer, Tomás Fernández Cheftrainer: José Tapia | Kuba |
| Schweden                                           | 1:0 Andersson (9.) 2:0 Wetterström (22.) 3:0 Wetterström (37.) 4:0 Wetterström (44.) 5:0 Keller (80.) 6:0 Andersson (81.) 7:0 Nyberg (84.) 8:0 Andersson (89.)                                                      | | Kuba |
| Schweden                                           | Das 8:0 war das 200. WM-Tor | Fernández (Kuba) scheitert mit Foulelfmeter an Abrahamsson (42.) | Kuba |
| 12. Juni 1938 in Antibes (Stade du Fort Carré)     | | |      |
| Zuschauer: 7000                                    | | |      |
| Schiedsrichter: Augustin Krist ( Tschechoslowakei) | | |      |
| Spielbericht                                       | | |      |

### Zum Spiel
Die Schweden, betreut von Trainer József Nagy, waren kampflos in das Viertelfinale gekommen, da Österreich durch den Anschluss an Deutschland nicht mehr antreten konnte. Kuba das durch den Verzicht von Argentinien zur WM gekommen war, hatte sich im Wiederholungsspiel mit 2:1 überraschend gegen Rumänien durchgesetzt. Die ausgeruhten Schweden setzten sich überlegen mit 8:0 gegen das Team aus der Karibik durch. Zwei kräftezehrende Spiele gegen Rumänien und nur zwei Tage Erholung, zudem die anstrengende Reise von Toulouse nach Antibes, konnten die Mannen aus Kuba nicht wegstecken.

## Italien – Frankreich 3:1 (1:1)
| Italien                                                    | Italien | Frankreich | Frankreich |
| ---------------------------------------------------------- | --- | --- | ---------- |
| Italien                                                    | \| 12. Juni 1938 in Colombes (Stade Olympique Yves-du-Manoir) \| \| Zuschauer: 58.455 \| \| Schiedsrichter: Louis Baert ( Belgien) \| \| Spielbericht \|                                                   | \| 12. Juni 1938 in Colombes (Stade Olympique Yves-du-Manoir) \| \| Zuschauer: 58.455 \| \| Schiedsrichter: Louis Baert ( Belgien) \| \| Spielbericht \|                                                     | Frankreich |
| Italien                                                    | Aldo Olivieri – Pietro Rava, Alfredo Foni – Pietro Serantoni, Miguel Andreolo, Ugo Locatelli – Amedeo Biavati, Giuseppe Meazza , Silvio Piola, Giovanni Ferrari, Gino Colaussi Cheftrainer: Vittorio Pozzo | Laurent Di Lorto – Héctor Cazenave, Étienne Mattler – Jean Bastien, Auguste Jordan, Raoul Diagne – Alfred Aston, Oscar Heisserer, Jean Nicolas, Edmond Delfour, Émile Veinante Cheftrainer: Maurice Cottenet | Frankreich |
| Italien                                                    | 1:0 Colaussi (9.) 2:1 Piola (51.) 3:1 Piola (72.) | 1:1 Heisserer (10.) | Frankreich |
| 12. Juni 1938 in Colombes (Stade Olympique Yves-du-Manoir) | | |            |
| Zuschauer: 58.455                                          | | |            |
| Schiedsrichter: Louis Baert ( Belgien)                     | | |            |
| Spielbericht                                               | | |            |

### Zum Spiel
Titelverteidiger Italien, angeführt von Trainer Vittorio Pozzo, hatte sich im Achtelfinale gegen Norwegen schwer getan. Die von Asbjørn Halvorsen betreuten Skandinavier erzielten in der 83. Minute den 1:1-Ausgleich und der überragende Stürmer der Squadra Azzurra, Silvio Piola, konnte erst in der Verlängerung den 2:1-Endstand herstellen. Der WM-Veranstalter Frankreich hatte sich dagegen verdient mit 3:1 gegen Belgien durchgesetzt. Die frühe 1:0-Führung der Pozzo-Mannschaft durch Colaussi in der 9. Minute konnte umgehend durch Heisserer ausgeglichen werden. Bis zur Halbzeit passierte nichts mehr. Nach dem Seitenwechsel versetzte Piola mit zwei Treffern der Équipe Tricolore das WM-Aus.

## Wiederholungsspiel: Brasilien – Tschechoslowakei 2:1 (0:1)
| Brasilien                                         | Brasilien | Tschechoslowakei | Tschechoslowakei |
| ------------------------------------------------- | --- | --- | ---------------- |
| Brasilien                                         | \| 14. Juni 1938 in Bordeaux (Stade du Parc Lescure) \| \| Zuschauer: 18.141 \| \| Schiedsrichter: Georges Capdeville ( Frankreich) \| \| Spielbericht \| | \| 14. Juni 1938 in Bordeaux (Stade du Parc Lescure) \| \| Zuschauer: 18.141 \| \| Schiedsrichter: Georges Capdeville ( Frankreich) \| \| Spielbericht \|                                                | Tschechoslowakei |
| Brasilien                                         | Walter – Jaú, Brandão – Roberto, Argemiro, Britto – Luisinho, Tim, Leônidas , Lopes, Patesko Cheftrainer: Adhemar Pimenta                                 | Karel Burkert – Jaroslav Burgr , Ferdinand Daučík – Josef Košťálek, Jaroslav Bouček, Vlastimil Kopecký – Arnošt Kreuz, Václav Horák, Josef Ludl, Karel Senecký, Oldřich Rulc Cheftrainer: Josef Meissner | Tschechoslowakei |
| Brasilien                                         | 1:1 Leônidas (57.) 2:1 Roberto (63.) | 0:1 Kopecký (25.) | Tschechoslowakei |
| 14. Juni 1938 in Bordeaux (Stade du Parc Lescure) | | |                  |
| Zuschauer: 18.141                                 | | |                  |
| Schiedsrichter: Georges Capdeville ( Frankreich)  | | |                  |
| Spielbericht                                      | | |                  |

### Zum Spiel
Brasiliens Trainer Ademar Pimenta hatte die Seleção gegenüber dem ersten Spiel auf neun Positionen verändert. Die tschechoslowakische Mannschaft dagegen war sichtlich müde und durch die verletzungsbedingten Verluste von Torhüter Planicka und Torjäger Nejedly auch deutlich sportlich geschwächt. Nach dem Ausgleichstreffer von Leonidas in der 57. Minute hatte die Mannschaft von Trainer Josef Meissner den Südamerikanern nichts mehr entgegenzusetzen.